# José Leonardo Lemos Montanet
José Leonardo Lemos Montanet (Fene, 31 maggio 1953) è un vescovo cattolico spagnolo, dal 16 dicembre 2011 vescovo di Orense.

## Biografia
José Leonardo Lemos Montanet è nato a Barallobre, frazione di Fene, il 31 maggio 1953.

### Formazione e ministero sacerdotale
All'età di nove anni si è trasferito con la famiglia a Ferrol dove ha studiato fino al liceo. Ha compiuto gli studi ecclesiastici nel seminario di Santiago di Compostela.
Nel 1978 è stato ordinato diacono per l'arcidiocesi di Santiago di Compostela. Nello stesso anno, a settembre, è stato nominato educatore nel seminario minore dell'Assunta a Belvís. Poco dopo è entrato nella Società Sacerdotale della Santa Croce. Il 19 maggio dell'anno successivo è stato ordinato presbitero da monsignor Ángel Suquía Goicoechea. Durante i fine settimana ha collaborato nella parrocchia di Nostra Signora della Misericordia a Conxo. Nel 1982 è stato inviato a Roma per studi. Lì ha conseguito la licenza in filosofia teoretica presso la Pontificia Università Gregoriana e i diplomi di archeologia sacra e di archivistica e biblioteconomia presso la Scuola vaticana di paleografia diplomatica e archivistica. Successivamente, ha conseguito il dottorato in filosofia presso la Pontificia università "San Tommaso d'Aquino". Nel corso dell'anno scolastico 1985-1986 ha iniziato la sua attività di insegnante come professore di filosofia presso l'Istituto teologico di Santiago di Compostela e presso il seminario minore dell'Assunta. Dal 1986 al 1988 è stato cappellano della residenza universitaria "Cristo Re" di Santiago de Compostela e professore di religione presso la Chester College International School nella stessa città. Dal settembre del 1988 a giugno del 2001 è stato educatore presso il seminario maggiore di Santiago de Compostela e collaboratore pastorale della parrocchia di San Fernando dal 1987 al 2011. Nel 1992 è stato nominato direttore della Biblioteca di studi teologici dell'Istituto teologico compostelano e nel 2001 direttore tecnico del seminario minore diocesano. Dal 2007 è stato anche vicedirettore presso l'Istituto teologico compostelano, annesso alla Facoltà di teologia della Pontificia Università di Salamanca. Dal 1993 al 2007 ha prestato servizio anche come direttore della Biblioteca di studi teologici della Galizia. Nel 2006 è stato promosso a direttore dell'Istituto superiore di scienze religiose di Santiago di Compostela.
Nel dicembre del 2003 l'arcivescovo Julián Barrio Barrio lo ha nominato canonico della cattedrale di Santiago di Compostela. Ha ricoperto l'ufficio di segretario capitolare.

### Ministero episcopale
Il 16 dicembre 2011 papa Benedetto XVI lo ha nominato vescovo di Orense. Ha ricevuto l'ordinazione episcopale l'11 febbraio successivo dall'arcivescovo metropolita di Santiago di Compostela Julián Barrio Barrio, co-consacranti l'arcivescovo Renzo Fratini, nunzio apostolico in Spagna e Andorra, il vescovo di Tui-Vigo Luis Quinteiro Fiuza, l'arcivescovo metropolita di Valencia Carlos Osoro Sierra, il vescovo di Astorga Camilo Lorenzo Iglesias e il vescovo emerito di Tui-Vigo José Diéguez Reboredo. Durante la stessa celebrazione ha preso possesso della diocesi.
Nel marzo del 2014 ha compiuto la visita ad limina.
In seno alla Conferenza episcopale spagnola è presidente della commissione per la liturgia dal marzo del 2020. In precedenza è stato membro della sottocommissione per la catechesi dall'aprile del 2012, membro della commissione per la liturgia dal novembre dello stesso anno e membro della commissione per i seminari e le università e del 13 marzo 2014 al 2020.

## Genealogia episcopale
La genealogia episcopale è:
- Cardinale Scipione Rebiba
- Cardinale Giulio Antonio Santori
- Cardinale Girolamo Bernerio, O.P.
- Arcivescovo Galeazzo Sanvitale
- Cardinale Ludovico Ludovisi
- Cardinale Luigi Caetani
- Cardinale Ulderico Carpegna
- Cardinale Paluzzo Paluzzi Altieri degli Albertoni
- Papa Benedetto XIII
- Papa Benedetto XIV
- Papa Clemente XIII
- Cardinale Marcantonio Colonna
- Cardinale Giacinto Sigismondo Gerdil, B.
- Cardinale Giulio Maria della Somaglia
- Cardinale Carlo Odescalchi, S.I.
- Cardinale Costantino Patrizi Naro
- Cardinale Serafino Vannutelli
- Cardinale Domenico Serafini, Cong.Subl. O.S.B.
- Cardinale Pietro Fumasoni Biondi
- Cardinale Antonio Riberi
- Cardinale Ángel Suquía Goicoechea
- Cardinale Antonio María Rouco Varela
- Arcivescovo Julián Barrio Barrio
- Vescovo Jesús Fernández González